# Lista de treinadores do Miami Heat

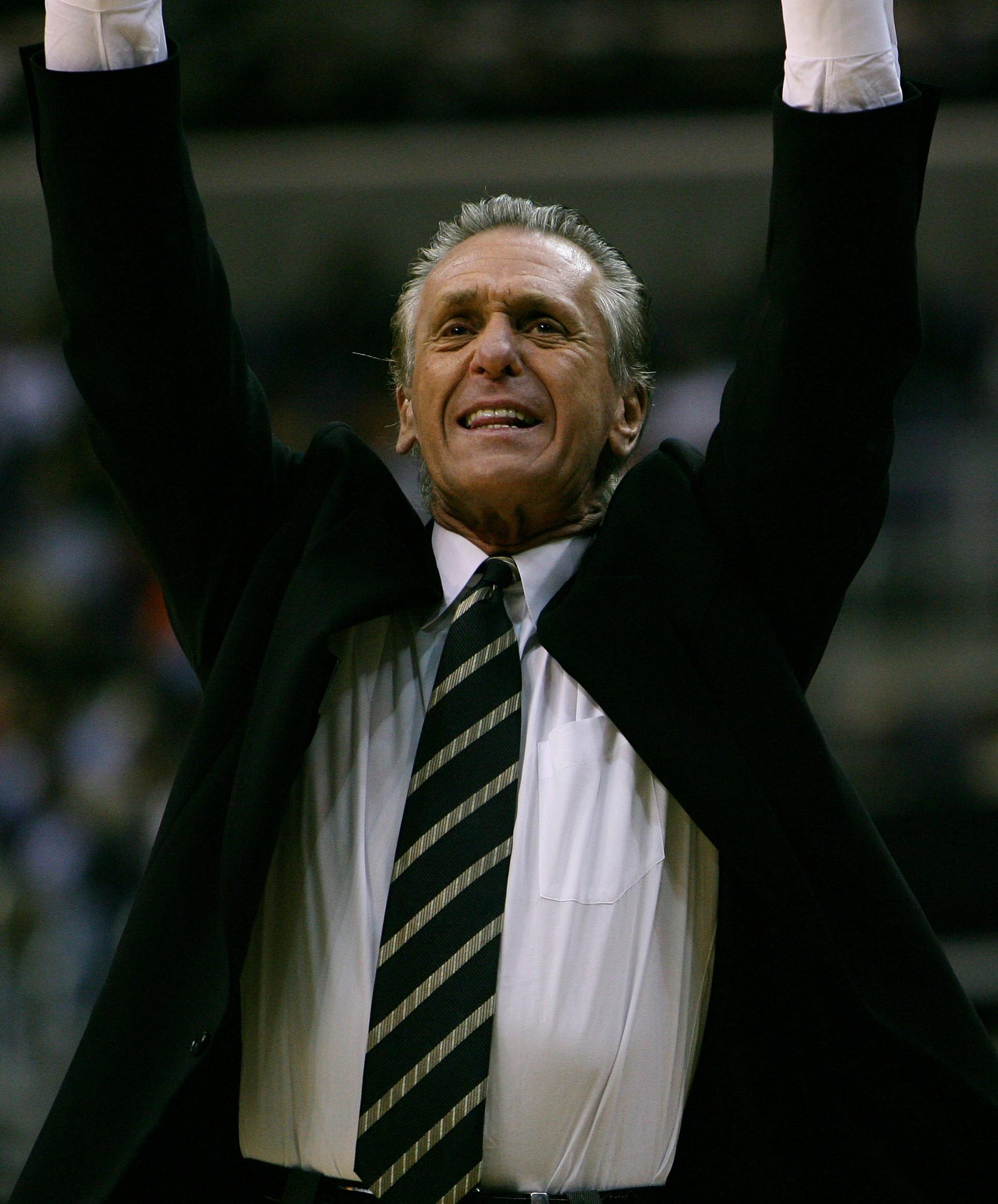
Pat Riley foi o treinador do Miami Heat na sua primeira conquista da NBA em 2006.

O Miami Heat é um time de basquete profissional do Estados Unidos com sua sede localizada em Miami, na Flórida. O time é membro da Divisão Sudeste na Conferência Leste da NBA. O Heat manda seus jogos na AmericanAirlines Arena em Downtown Miami. Seu dono é Micky Arison, sendo treinado por Erik Spoelstra e presidido por Pat Riley. Seu mascote se chama Burnie.
O Miami Heat teve seis treinadores em sua história . O primeiro deles foi Ron Rothstein, que dirigiu o time por três temporadas. Pat Riley, depois de ter treinado o Heat por onze temporadas é o líder da franquia em número de jogos na temporada (849) e vitórias na temporada regular (454). Erik Spoelstra é o técnico que mais venceu campeonatos com a franquia (2012, 2013), é o líder da franquia em porcentagem de vitórias na temporada regular (0.624), jogos em playoffs (94), vitórias em playoffs (62) e porcentagem de vitórias em playoffs (0.660). Riley é o único treinador do Heat ser nomeado um dos 10 melhores treinadores da história da NBA, ser escolhido treinador do ano, e ser escolhido para o Hall da Fama da NBA em 2008. Pat Riley é um do dois técnicos que já venceram um campeonato com a franquia (Riley venceu em 2006, Spoelstra venceu em 2012 e 2013).  Erik Spoelstra também é o único treinador que trabalhou apenas no Heat em toda a sua carreira, estando na equipe desde 2008. Os diretores do Heat foram Lewis Schaffel (1988-1995), Dave Wohl (1995-1996), Randy Pfund (1996-2008) e Pat Riley nomeado Executivo do Ano da NBA em 2011.

## Legenda
| P         | Partidas                                   |
| V         | Vitórias                                   |
| D         | Derrotas                                   |
| Vitórias% | Porcentagem de vitórias                    |
| #         | Número de técnicos                         |
| *         | Treinou apenas o Heat em toda sua carreira |
| ^         | Membro do Hall da fama da NBA              |

## Técnicos

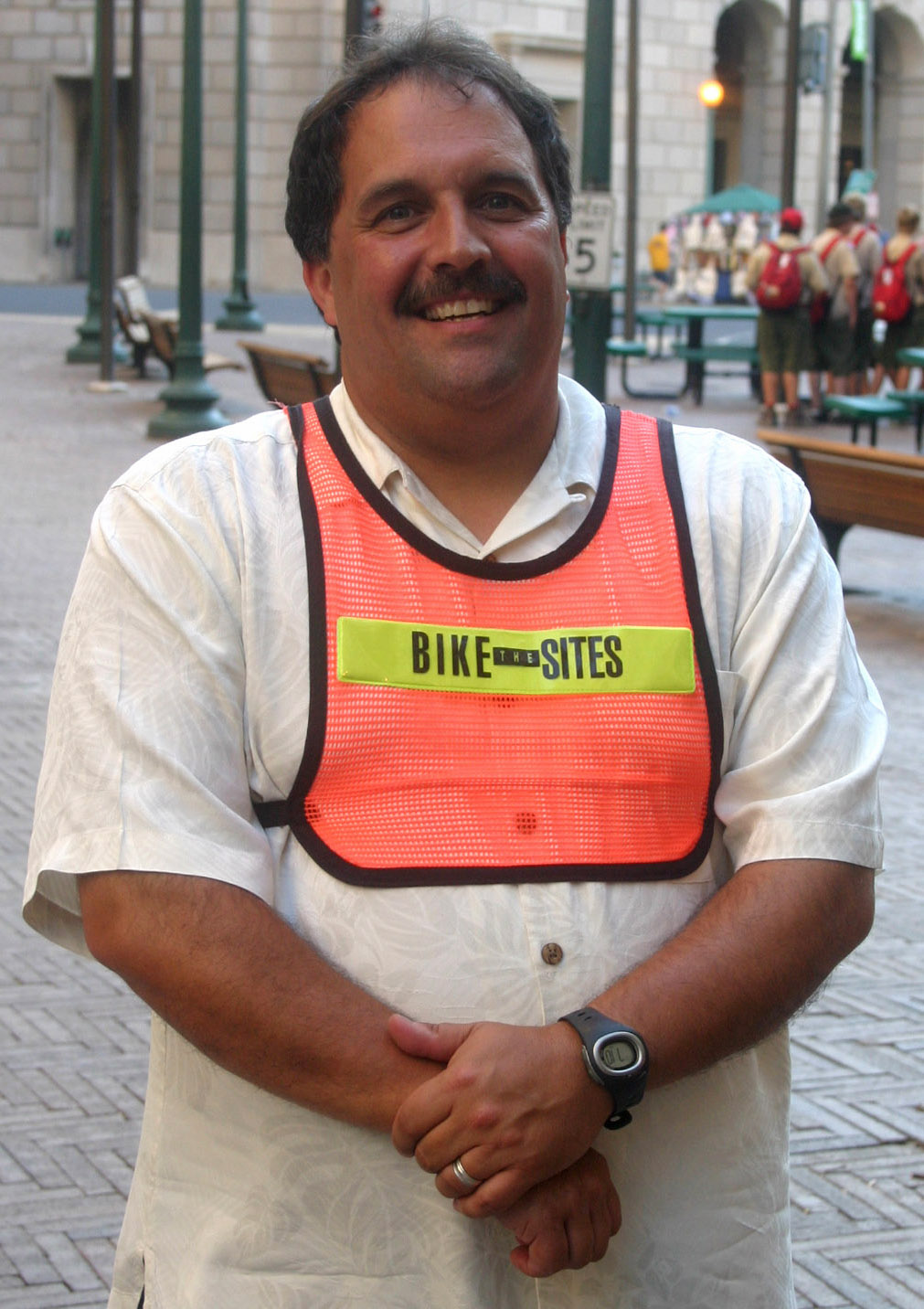
Stan Van Gundy treinou o Heat por 3 temporadas.

| # | Nome            | Período[b]   | P                 | V                 | D                 | Vitórias%         | P        | V        | D        | Vitórias% | Conquistas                                            | Referências |
| # | Nome            | Período[b]   | Temporada regular | Temporada regular | Temporada regular | Temporada regular | Playoffs | Playoffs | Playoffs | Playoffs  | Conquistas                                            | Referências |
| - | --------------- | ------------ | ----------------- | ----------------- | ----------------- | ----------------- | -------- | -------- | -------- | --------- | ----------------------------------------------------- | ----------- |
| 1 | Ron Rothstein   | 1988–1991    | 246               | 57                | 189               | .232              | —        | —        | —        | —         |                                                       |             |
| 2 | Kevin Loughery  | 1991–1995    | 292               | 133               | 159               | .455              | 8        | 2        | 6        | .250      |                                                       |             |
| 3 | Alvin Gentry    | 1995         | 36                | 15                | 21                | .417              | —        | —        | —        | —         |                                                       |             |
| 4 | Pat Riley^      | 1995–2003    | 624               | 354               | 270               | .567              | 23       | 10       | 13       | .435      | Eleito um dos 10 melhores técnicos na história da NBA |             |
| 5 | Stan Van Gundy  | 2003–2005    | 185               | 112               | 73                | .605              | 28       | 17       | 11       | .607      |                                                       |             |
| — | Pat Riley^      | 2005–2008    | 225               | 100               | 125               | .444              | 27       | 16       | 11       | .593      | * Campeão da NBA em 2006                              |             |
| 6 | Erik Spoelstra* | 2008–present | 503               | 314               | 189               | .624              | 94       | 62       | 32       | .660      | * Campeão da NBA em 2012 * Campeão da NBA em 2013     |             |